# Итагуаи (микрорегион)
Итагуаи (порт. Microrregião de Itaguaí) — микрорегион в Бразилии, входит в штат Рио-де-Жанейро. Составная часть мезорегиона Агломерация Рио-де-Жанейро. Население составляет 	223 733	 человека (на 2010 год). Площадь — 	914,575	 км². Плотность населения — 	244,63	 чел./км².

## Демография
Согласно сведениям, собранным в ходе переписи 2010 г. Национальным институтом географии и статистики (IBGE), население микрорегиона составляет:						
| Полное население                             | Полное население                             | Полное население                             | Полное население                             | 223 733 |
| -------------------------------------------- | -------------------------------------------- | -------------------------------------------- | -------------------------------------------- | ------- |
| в том числе:                                 | Городское население                          | 200 614                                      | Процент городского населения, %              | 89,67   |
|                                              | Сельское население                           | 23 119                                       | Процент сельского населения, %               | 10,33   |
|                                              | Мужское население                            | 110 804                                      | Процент мужского населения, %                | 49,53   |
|                                              | Женское население                            | 112 929                                      | Процент женского населения, %                | 50,47   |
| Плотность населения, чел/км²                 | Плотность населения, чел/км²                 | Плотность населения, чел/км²                 | Плотность населения, чел/км²                 | 244,63  |
| Население микрорегиона в % к населению штата | Население микрорегиона в % к населению штата | Население микрорегиона в % к населению штата | Население микрорегиона в % к населению штата | 1,40    |

## Статистика
- Валовой внутренний продукт на 2003 год составляет 2 089 895 436,00 реалов (данные: Бразильский институт географии и статистики).
- Валовой внутренний продукт на душу населения на 2003 год составляет 11 070,35 реалов (данные: Бразильский институт географии и статистики).

## Состав микрорегиона
В составе микрорегиона включены следующие муниципалитеты:
1. Итагуаи
2. Мангаратиба
3. Серопедика